# Dichrostachys dumetaria
Dichrostachys dumetaria är en ärtväxtart som beskrevs av Villiers. Dichrostachys dumetaria ingår i släktet Dichrostachys och familjen ärtväxter. Inga underarter finns listade i Catalogue of Life.